# Mārtiņš Mazūrs
Mārtiņš Mazūrs (28 de fevereiro de 2008 — 30 de abril de 1995) foi um ciclista letão. Nos Jogos Olímpicos de Verão de 1936 em Berlim, competiu representando a Letônia em duas provas de ciclismo de estrada.